# Joseph W. Fifer

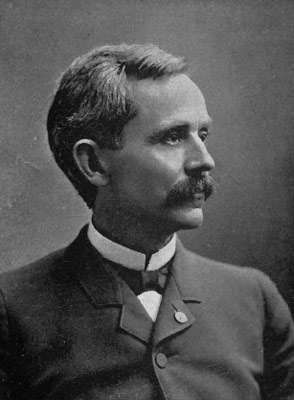
Joseph W. Fifer 1892.

Joseph Wilson Fifer, född 28 oktober 1840 i Staunton, Virginia, död 6 augusti 1938 i Bloomington, Illinois, var en amerikansk republikansk politiker. Han var guvernör i delstaten Illinois 1889–1893. Han var känd som "Private Joe" Fifer.

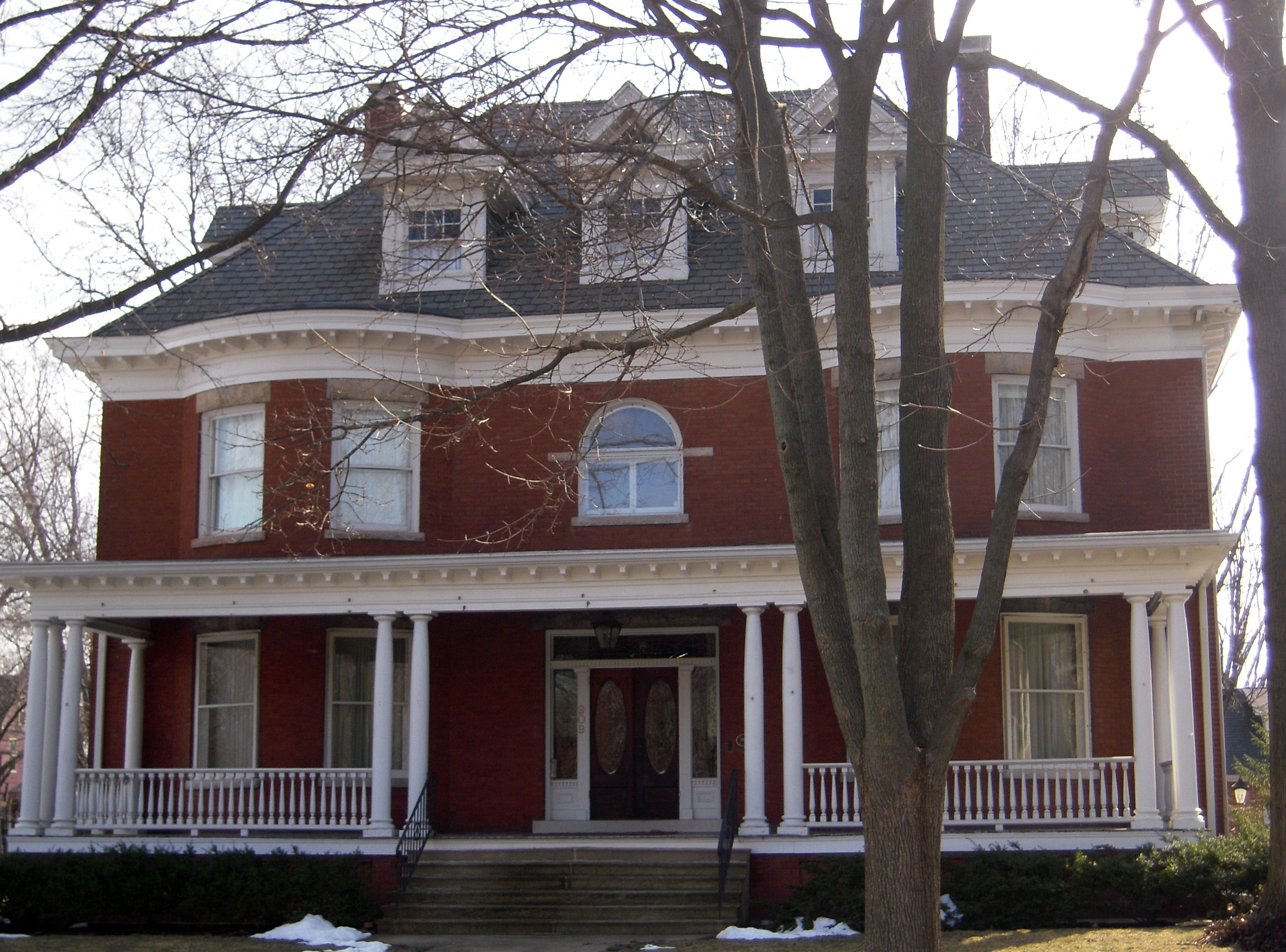
Fifers hus i Bloomington, Illinois.

Fifer deltog i amerikanska inbördeskriget på nordstaternas sida och sårades 1863. Han utexaminerades 1868 från Wesleyan University. Han studerade sedan juridik och arbetade som advokat i Bloomington, Illinois. Han var ledamot av delstatens senat 1880–1884. I 1888 års guvernörsval i Illinois besegrade han tidigare guvernören John M. Palmer. Fyra år senare kandiderade Fifer till omval men förlorade valet mot John Peter Altgeld.
Fifer råkade 1932 ut för en bilolycka och skadades svårt. Förutom för att han var rörelsehindrad som resultat av olyckan var han dessutom blind och döv under sina sista år. Fifers grav finns på Park Hill Cemetery i Bloomington, Illinois. Hans dotter Florence Fifer Bohrer valdes 1924 in som första kvinnliga ledamot i delstatens senat i Illinois.